# Splietsdorf
Splietsdorf ist eine Gemeinde westlich von Grimmen im Landkreis Vorpommern-Rügen. Die Gemeinde gehörte bis zum 1. Januar 2004 zum dann aufgelösten Amt Trebeltal und wird seitdem vom Amt Franzburg-Richtenberg mit Sitz in der Stadt Franzburg verwaltet.

## Geografie und Verkehr
Splietsdorf liegt etwa zehn Kilometer nordwestlich von Grimmen. Südlich der Gemeinde verläuft die Bundesautobahn 20, die über den Anschluss Grimmen-West (ca. 13 km) zu erreichen ist. Der Süden der Gemeinde wird vom Fluss Trebel durchflossen.

## Ortsteile
| - Holthof - Müggenwalde - Quitzin | - Sievertshagen - Vorland - Splietsdorf |

Splietsdorf war bis 1952 Teil des Landkreises Grimmen und gehörte danach bis 1994 zum Kreis Grimmen im Bezirk Rostock. Seit 1990 gehört der Ort zum Land Mecklenburg-Vorpommern.

## Geschichte
Müggenwalde
1994 fand in Müggenwalde erstmalig ein Internationales Holzbildhauer-Symposium statt, dessen Initiator Heinrich Zenichowski war.
Splietsdorf: Historische Funde belegen bereits eine frühe Besiedlung der Gemarkung. Mit dem Westfälischen Frieden von 1648 geriet Vorpommern und somit auch Splietsdorf unter schwedische Herrschaft, nachdem der Ort vorher zum Herzogtum Pommern gehörte. 1815 kam die Gemeinde und Vorpommern zur preußischen Provinz Pommern.
Quitzin: Der Name veränderte sich von Kučin in Quitsin (1320–1323), Quißin (1618) und Quitzin (seit 1631). Auf eine frühe Besiedlung weist eine in unmittelbarer Nähe des heutigen Schlosses befindliche Burgwallanlage aus dem 13. Jahrhundert hin.

Das Gutshaus wurde erstmals um 1457 erwähnt und 1607 auf dem Gewölbe der Burganlage neu errichtet sowie 1723 barockisierend umgebaut und nach 1990 saniert. Die Schlosskapelle stammt von 1614.

Vorland: Die Kirche Vorland wurde im 13. Jahrhundert errichtet und  1887 restauriert.

## Wappen, Flagge, Dienstsiegel
Die Gemeinde verfügt über kein amtlich genehmigtes Hoheitszeichen, weder Wappen noch Flagge. Als Dienstsiegel wird das kleine Landessiegel mit dem Wappenbild des Landesteils Vorpommern geführt. Es zeigt einen aufgerichteten Greifen mit aufgeworfenem Schweif und der Umschrift „GEMEINDE SPLIETSDORF * LANDKREIS VORPOMMERN-RÜGEN“.

## Sehenswürdigkeiten
→ Siehe auch Liste der Baudenkmale in Splietsdorf
- Kirche Vorland
- Jagdschloss Quitzin von 1607 und 1723
  - Schlosskapelle auf der Gutsanlage Quitzin
- Gutshaus mit Park in Splietsdorf
- Turmhügel Vorland

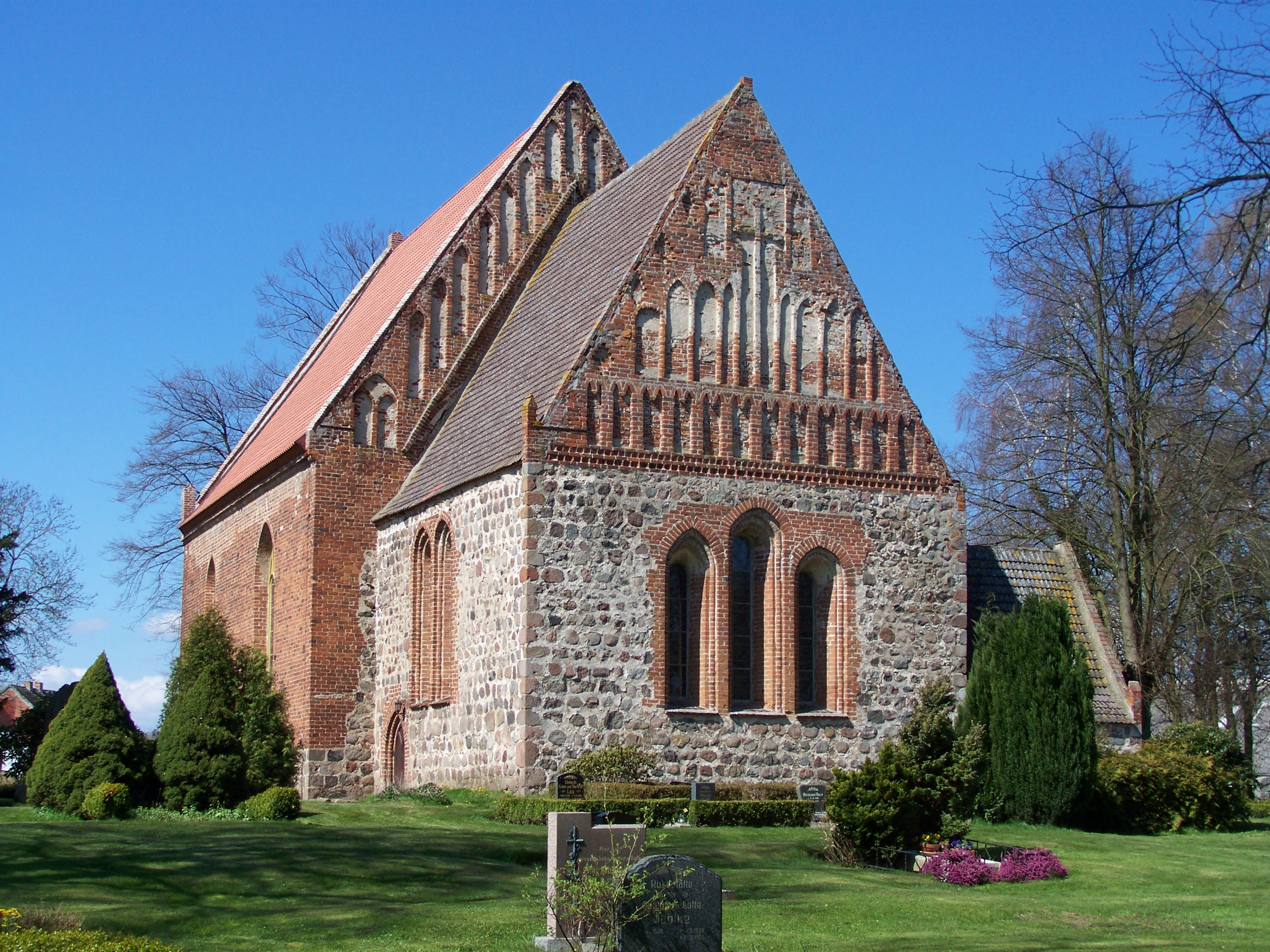
Kirche in Vorland, Ansicht auf Chor und Schiff
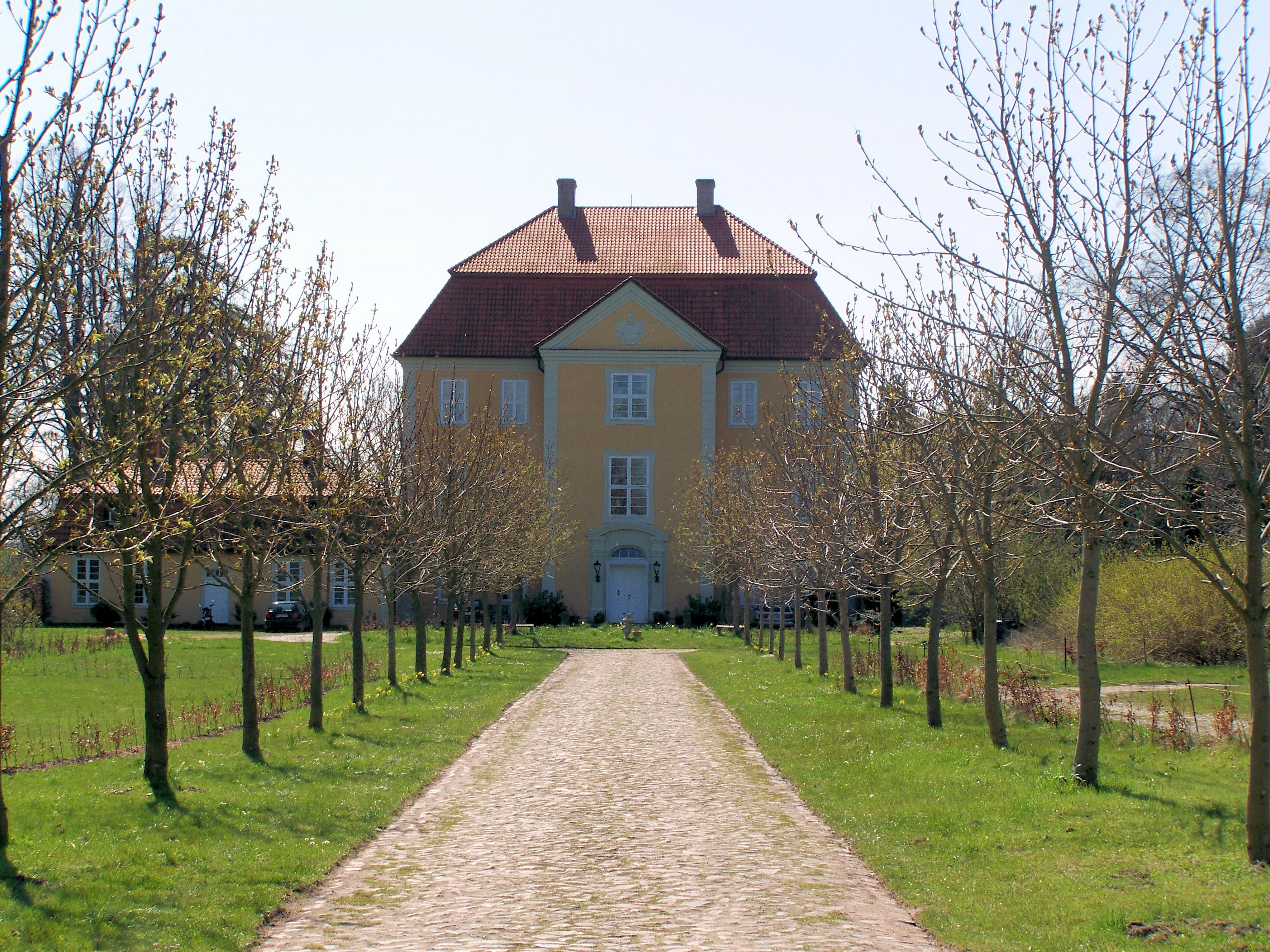
Jagdschloss Quitzin
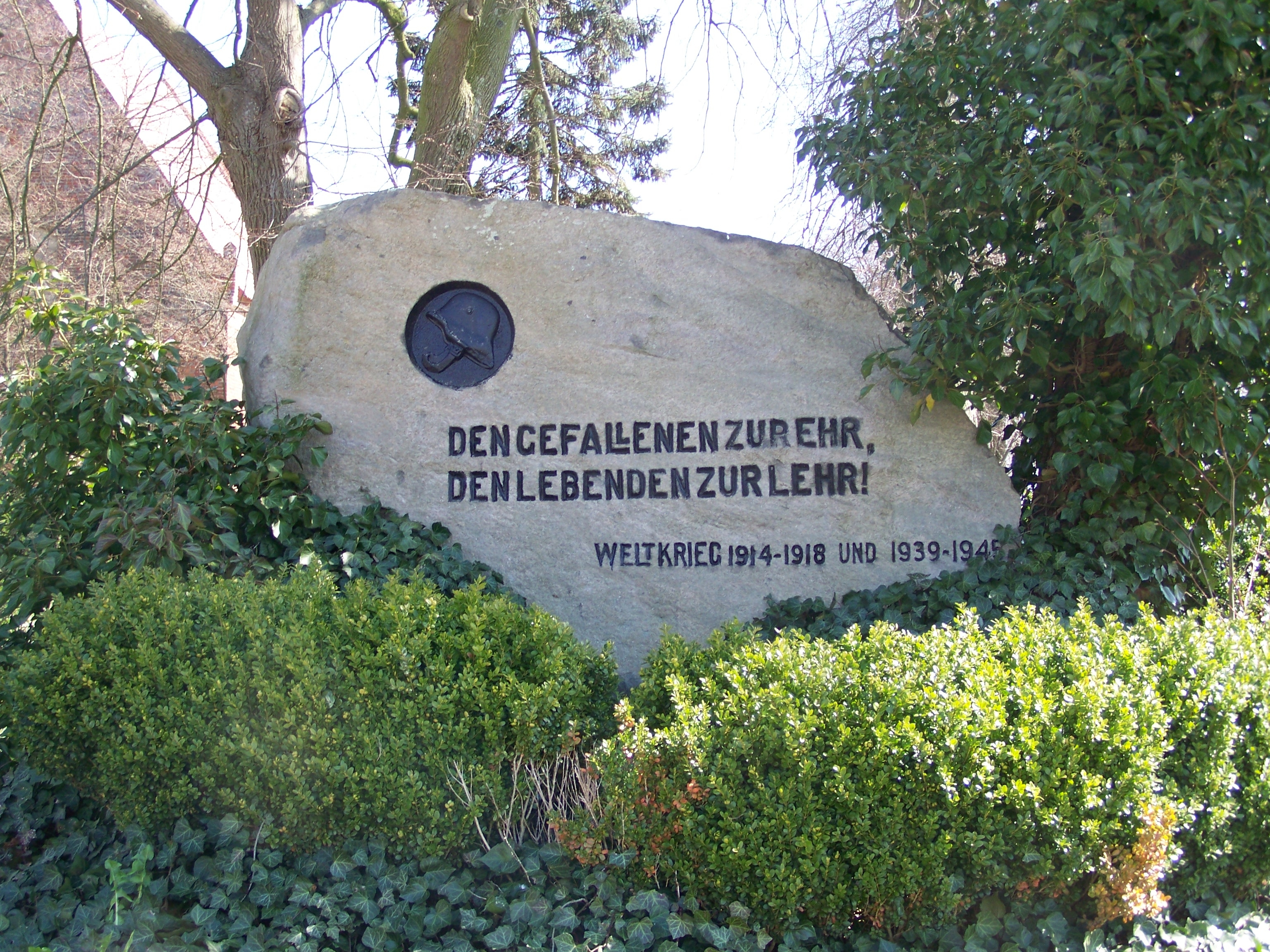
Vorland, Gedenkstein für Weltkriegsgefallene